# Frassino
Frassino là một đô thị tại tỉnh Cuneo trong vùng Piedmont của Italia, vị trí cách khoảng 60 km về phía tây nam của Torino và khoảng 30 km về phía tây bắc của Cuneo. Tại thời điểm ngày 31 tháng 12 năm 2004, đô thị này có dân số 301 người và diện tích 16,8 km².
Frassino giáp các đô thị: Brossasco, Melle, Sampeyre và San Damiano Macra.